# Jimmy Ellis (boxare)
James Albert "Jimmy" Ellis, född 24 februari 1940 i Louisville, Kentucky, USA, död 6 maj 2014 i Louisville, Kentucky, var en amerikansk boxare som under en period 1968–1970 var WBA-världsmästare i tungvikt.

## Biografi
Jimmy Ellis föddes i Louisville där han tidigt började sin boxningskarriär. Som amatör mötte han bland andra Muhammad Ali och vann. Likt Ali hade han Angelo Dundee som tränare.
Ellis fick sin chans att vinna WBA-titeln då Ali vägrade att delta i Vietnamkriget och därför förlorat sin boxningslicens. När det inte fanns någon världsmästare gjorde man en turnering om titeln där Ellis till sist besegrade Jerry Quarry i finalen.
På Råsundastadion 1968 i Stockholm vann Ellis mot Floyd Patterson och försvarade därmed sin titel för första och enda gången. För redan i nästa match - som också gällde den vakanta WBC-titeln - i februari 1970, förlorade han sitt bälte till Joe Frazier. Ellis hade slagits ner i slutsekunderna av rond 4 men tagit sig upp på vingliga ben. Då han i rondpausen inte kunnat svara på någon av tränaren Angelo Dundees kontrollfrågor och inte heller reagerade reflexmässigt stoppade Dundee matchen.
Jimmy Ellis är utöver sin VM-titel känd för sin tid som sparringpartner till Muhammad Ali - också han född i Louisville.

### Webbsidor
Jimmy Ellis på BoxRec, läst 2014-05-11